# Казахи
Казахите (на казахски: qazaqtar) са тюркски народ, основна част - около 70% (2020) - от населението на Казахстан. Общата им численост е около 16 милиона, обитаващи освен Казахстан и съседни части на Узбекистан, Китай (една от 56-те етнически групи в КНР), Русия, Туркменистан, Монголия. По-голямата част от тях говорят на казахски език, но мнозина от тях знаят и руски, а традиционна религия е ислямът.
Казахският етнос се образува със сливането на общонсти с тюркски и монголски произход през XV век, когато при разпадането на Златната орда възниква самостоятелното Казахско ханство.